# 伊姆蘭·汗 (演員)
伊姆蘭·汗（1983年1月13日—），印度裔美國人，演員。伊姆蘭來自印度一個電影家族，印度著名演員阿米爾·罕（Aamir Khan）是他的叔叔。他分別在1988年及1992年以童星身份出現在電影《Qayamat Se Qayamat Tak》和《Jo Jeeta Wohi Sikander》。
2008年，伊姆蘭拍攝了他首套寶萊塢愛情喜劇《Jaane Tu... Ya Jaane Na》，這套電影便他獲得第五十五屆印度電影觀眾獎的最佳男新人獎項。之後，他拍下幾套受歡迎的電影，包括《I Hate Luv Storys》（2010）、《Dlehi Belly》（2011）、《Mere Brother Ki Dulhan》（2013）及《Ek Main Aur Ekk Tu》（2012）。

## 外部連結
- 伊姆蘭·汗在互联网电影资料库（IMDb）上的資料（英文）